# Parapithecidae
Parapithecidae es una familia extinta de primates que vivió durante el Eoceno y el Oligoceno en África del norte. Algunos fósiles encontrados en Birmania son en ocasiones incluidos en la familia. Estos primates muestran ciertas similitudes en la dentición con la familia Condylarthra, pero poseían rasgos faciales más cortos y mandíbulas con forma similar a la del tarsero. Son parte de la superfamilia Parapithecoidea que posiblemente se encuentra igualmente relacionada con los Cebidae y Platyrrhini, además de los Hominoidea; sin embargo la clasificación de Parapithecoidea es sustancialmente incierta.
La especie de parapitécido más comúnmente hallada es Apidium phiomense, la cual como muchas de las especies del grupo se han hallado en la Formación Jebel Qatrani en Egipto. Parece haber sido un animal arborícola, diurno y frugívoro y viviría en grupos sociales, y su esqueleto postcraneal es similar a las de las especies modernas de saltadores pronógrados, lo que indica que esa era su posible forma de locomoción.
Evidencia fósil presentada en 2020 sugiere que los parapitécidos se dispersaron a través del Atlántico en el Paleógeno y colonizaron al menos brevemente América del Sur. Los restos de Ucayalipithecus datan de inicios del Oligoceno de la Amazonía peruana y se clasifican internamente en la familia Parapithecidae, con características dentales marcadamente diferentes de las de los primates platirrinos. Se considera que Qatrania wingi del Oligoceno inferior de los depósitos del Fayum es el pariente más cercano conocido de Ucayalipithecus. La ausencia de hallazgos posteriores de este grupo en Suramérica indican que fueron sobrepasados por los platirrinos, los cuales descienden de una colonización paralela de antropoideos en este continente.

## Géneros
- †Apidium Osborn, 1908
- †Arsinoea Simons, 1992
- †Biretia Bonis et al., 1988
- †Parapithecus Schlosser, 1910
- †Qatrania (incluyendo a Abuqatrania) Simons & Kay, 1983
- †Serapia Simons, 1992
- †Simonsius Gingerich, 1978